# Gurgesiella furvescens
Gurgesiella furvescens is een vissensoort uit de familie van de Gurgesiellidae. De wetenschappelijke naam van de soort is voor het eerst geldig gepubliceerd in 1959 door de Buen.